# Can Tano
Can Tano és una obra de Barcelona inclosa a l'Inventari del Patrimoni Arquitectònic de Catalunya.

## Descripció
Casal situat al districte 5, Sarrià-Sant Gervasi.
Edifici molt clàssic, rural català, de tres plantes i format per tres cossos. A la part alta de la façana principal té cinc finestres amb arcuacions. La resta de finestres són normals. La façana posterior, si bé segueix la mateixa línia, té menys alçada ja que consta d'una sola planta, amb portal d'accés i tres finestres.
La finca està envoltada d'arbredes i vegetació i es troba a la banda de ponent del cim del Tibidabo.

## Història
Antigament en aquest lloc hi havia una pedrera, de la qual encara hi ha restes, d'aquí s'extreia la pedra que es feia servir per a construir les instal·lacions del Tibidabo. On es troba l'edifici hi havia una barraca per aixopluc dels treballadors i del vigilants.
A principi del segle xx, un tal Gaietà va bastir-hi la masia del qual prengué el nom castellanitzant les dues últimes síl·labes. Posteriorment la va comprar un advocat, que la va ampliar, i ara és propietat de la família Carrasquer, d'origen valencià, que la va restaurar i la utilitza com a habitatge permanent.